# Dicrastylis verticillata
Dicrastylis verticillata là một loài thực vật có hoa trong họ Hoa môi. Loài này được J.M.Black mô tả khoa học đầu tiên năm 1918.